# Skyllberg
Skyllberg är en småort i Askersunds kommun belägen i Lerbäcks socken. Här finns ett av Sveriges äldsta företag, Skyllbergs bruk.
Skyllbergs herrgård uppfördes förmodligen av familjen De Geer i början av 1700-talet. Den har byggts om flera gånger och fick sitt nuvarande utseende 1912.